# Brian Stock (calciatore)
Brian Benjamin Stock (Winchester, 24 dicembre 1981) è un allenatore di calcio ed ex calciatore gallese, di ruolo centrocampista.

## Carriera

### Giocatore

#### Club
Ha giocato nella seconda divisione inglese con Preston N.E., Doncaster e Burnley.

#### Nazionale
Nel 2001 ha giocato una partita nell'Under-21 del Galles; tra il 2009 ed il 2010 ha invece giocato 3 partite in nazionale.

## Palmarès

### Club

#### Competizioni nazionali
- National League South: 1

Havant&Waterlooville: 2017-2018
- Isthmian League: 1

Havant&Waterlooville: 2016-2017

## Statistiche

### Cronologia presenze e reti in nazionale
| Cronologia completa delle presenze e delle reti in nazionale ― Galles | Cronologia completa delle presenze e delle reti in nazionale ― Galles | Cronologia completa delle presenze e delle reti in nazionale ― Galles | Cronologia completa delle presenze e delle reti in nazionale ― Galles | Cronologia completa delle presenze e delle reti in nazionale ― Galles | Cronologia completa delle presenze e delle reti in nazionale ― Galles | Cronologia completa delle presenze e delle reti in nazionale ― Galles | Cronologia completa delle presenze e delle reti in nazionale ― Galles |
| Data                                                                  | Città                                                                 | In casa                                                               | Risultato                                                             | Ospiti                                                                | Competizione                                                          | Reti                                                                  | Note                                                                  |
| --------------------------------------------------------------------- | --------------------------------------------------------------------- | --------------------------------------------------------------------- | --------------------------------------------------------------------- | --------------------------------------------------------------------- | --------------------------------------------------------------------- | --------------------------------------------------------------------- | --------------------------------------------------------------------- |
| 9-9-2009                                                              | Cardiff                                                               | Galles                                                                | 1 – 3                                                                 | Russia                                                                | Qual. Mondiali 2010                                                   | -                                                                     |                                                                       |
| 23-5-2010                                                             | Osijek                                                                | Croazia                                                               | 2 – 0                                                                 | Galles                                                                | Amichevole                                                            | -                                                                     | 81’                                                                   |
| 11-8-2010                                                             | Llanelli                                                              | Galles                                                                | 5 – 1                                                                 | Lussemburgo                                                           | Amichevole                                                            | -                                                                     | 46’                                                                   |
| Totale                                                                |                                                                       | Presenze                                                              | 3                                                                     |                                                                       | Reti                                                                  | 0                                                                     |                                                                       |